# Exorista villana
Exorista villana là một loài ruồi trong họ Tachinidae.